# Stokesosauridae
Los estokesosáuridos (Stokesosauridae) son una familia extinta de dinosaurios terópodos tiranosauroideos de tamaño pequeño a mediano cuyos restos fósiles se han encontrado en América del Norte y Europa. Esta incluye a los géneros Stokesosaurus y Juratyrant, y puede incluir también a Eotyrannus. El nombre de la familia apareció originalmente en la información suplementaria del estudio publicado por Thomas Carr et al. (2017) y fue usado por primera vez dentro del texto de un artículo científico en el estudio descriptivo de Wu et al. (2019) de Jinbeisaurus, aunque no se proporcionó un reconocimiento formal por parte del Código Internacional de Nomenclatura Zoológica en ese momento. La familia fue nombrada formalmente poco después en el estudio publicado por  Yun y Carr (2020). Con anterioridad, los miembros de Stokesosauridae han sido considerados como cercanamente relacionados por varios años. Una relación de taxones hermanos ha sido encontrada entre Stokesosaurus y Juratyrant por todos los estudios principales sobre tiranosauroideos desde que este último género fuera descrito como una especie del primero en 2008. Eotyrannus también ha sido asociado con estos taxones en muchos estudios de tiranosauroideos, siendo el primero de ellos el realizado por Brusatte y Carr (2016). Adicionalmente existe la posibilidad de que los géneros Aviatyrannis y Tanycolagreus puedan también ser miembros de la familia.